# Monterrey Open 2018
Il Monterrey Open 2018, conosciuto anche come Abierto GNP Seguros 2018 per motivi di sponsor, è stato un torneo femminile di tennis giocato sul cemento. È stata la 10ª edizione del torneo, facente parte della categoria International nell'ambito del WTA Tour 2018. Si è giocato al Club Sonoma di Monterrey, in Messico, dal 2 all'8 aprile 2018.

## Partecipanti

### Teste di serie
| Nazionalità | Giocatrice           | Ranking* | Testa di serie |
| ----------- | -------------------- | -------- | -------------- |
| Spagna      | Garbiñe Muguruza     | 3        | 1              |
| Slovacchia  | Magdaléna Rybáriková | 18       | 2              |
| Ucraina     | Lesja Curenko        | 41       | 3              |
| Ungheria    | Tímea Babos          | 47       | 4              |
| Porto Rico  | Mónica Puig          | 82       | 5              |
| Romania     | Ana Bogdan           | 85       | 6              |
| Stati Uniti | Sachia Vickery       | 89       | 7              |
| Australia   | Ajla Tomljanović     | 90       | 8              |

* Ranking al 19 marzo 2018.

### Altre partecipanti
Le seguenti giocatrici hanno ricevuto una wild card per il tabellone principale:
- Victoria Rodríguez
- Ana Sofía Sánchez
- Renata Zarazúa

Le seguenti giocatrici sono entrati nel tabellone principale passando dalle qualificazioni:

- Usue Maitane Arconada
- Marie Bouzková
- Valentini Grammatikopoulou
- Dalila Jakupovič

### Ritiri
Prima del torneo
- Sabine Lisicki → sostituita da  Risa Ozaki
- Monica Niculescu → sostituita da  Irina Falconi
- Anastasija Pavljučenkova → sostituita da  Carol Zhao

Durante il torneo
- Lesja Curenko

## Punti e montepremi
| Torneo    | Torneo              | V      | F      | SF     | QF    | 2T    | 1T    | Q  | Q3    | Q2  | Q1  |
| Singolare | Punti               | 280    | 180    | 110    | 60    | 30    | 1     | 18 | 14    | 10  | 1   |
| Singolare | Premi in denaro ($) | 43.000 | 21.400 | 11.300 | 5.900 | 3.310 | 1.925 | –  | 1.005 | 730 | 530 |
| Doppio    | Punti               | 280    | 180    | 110    | 60    | –     | 1     | –  | –     | –   | –   |
| Doppio    | Premi in denaro ($) | 12.300 | 6.400  | 3.435  | 1.820 | –     | 960   | –  | –     | –   | –   |

## Campionesse

### Singolare
Garbiñe Muguruza ha battuto in finale  Tímea Babos con il punteggio di 3-6, 6-4, 6-3.
- È il sesto titolo in carriera per la Muguruza, il primo della stagione.

### Doppio
Naomi Broady /  Sara Sorribes Tormo hanno battuto in finale  Desirae Krawczyk /  Giuliana Olmos con il punteggio di 3-6, 6-4, [10-8].